# Frederick Speck
Frederick Speck (1955) is een hedendaags Amerikaans componist en muziekpedagoog.

## Levensloop
Speck studeerde aan de Bowling Green State University in Bowling Green, Ohio, waar hij in 1978 zijn Bachelor of Music en in 1982 zijn Master of Music behaalde. Aansluitend studeerde hij aan de Universiteit van Maryland in College Park, Maryland en promoveerde daar tot Ph.D. (Philosophiæ Doctor). 
Hij is Director of Bands en Professor of Music aan de Universiteit van Louisville in Louisville (Kentucky) en dirigeert het Symfonisch Blaasorkest en het Ensemble voor nieuwe muziek aldaar. Hij doceert dirigeren en compositie. Het harmonieorkest van deze universiteit heeft onder zijn leiding een zeer hoog niveau bereikt en werd uitgenodigd voor concerten bij de Kentucky Music Educators Association (KMEA) Conference, bij de College Band Directors National Association (CBDNA) Southern Division Conference, de National Association for Music Education (MENC) Conference, de College Band Directors National Association (CBDNA) National Conference en recent bij de World Association for Symphonic Bands and Ensembles (WASBE) Conference 2007 in Killarney in Ierland. 
Ook als componist heeft hij internationaal succes en zijn werken werden binnen en buiten de Verenigde Staten uitgevoerd. Hij kreeg vele prijzen en onderscheidingen voor zijn composities en werkzaamheden. 

## Composities

### Werken voor orkest
- 1993 Concerto, voor klarinet en orkest
- 1993 Philomel's Refrain
  1. Andante Con Moto; Espressivo/Interlude; Adagietto Teneramente (Attacca)
  2. Allegro; Affrettando
- 2004 Tango Concertante, voor strijkorkest
- Night Songs
- Pulsar

### Werken voor harmonieorkest
- 2002 Fantasia on a Southern Hymn Tune, voor harmonieorkest
- 2003 Dance Toccata, voor harmonieorkest
- 2005 Childgrove, voor harmonieorkest
- 2005 Mosaic, voor groot koperensemble en slagwerk
- 2006 Kizuna, voor harmonieorkest
- Pulsar, voor harmonieorkest
- the bell within the steeple, voor harmonieorkest

### Kamermuziek
- 2004 The Morning Trumpet, voor trompet en orgel
- Postcards for Ilse, voor viool, klarinet, basklarinet en piano

### Werken voor piano
- 1994 Fantasia on a 17th Century Hymn Tune
- Cloudbows
- Nightstuff and Moonbells

### Werken voor slagwerk
- A light ascending for solo percussion